# Villa della Valle
La Villa della Valle (ex Casa Balmain) è una villa dell'Isola d'Elba situata in località La Valle (anticamente Cabòtoli) nella frazione di Poggio di Marciana. La casa è situato in una posizione di eccezionale valore panoramico e paesaggistico: a valle si affaccia sul mare e sul porticciolo di Marciana Marina; a monte guarda verso l'abitato di Poggio. Tutt'intorno terreni terrazzati in parte coltivati ed in parte boscati, con una vegetazione decisamente lussureggiante per un paesaggio marino.

## Storia
Verso la metà degli anni cinquanta il famoso sarto parigino Pierre Balmain decise di costruirsi una villa di vacanze con funzione di rappresentanza all'isola d'Elba: individuò il lotto in una zona di particolare valore paesaggistico, a valle dell'abitato di Poggio, e ne affidò il progetto all'architetto fiorentino Leonardo Ricci, volendo realizzare un edificio assolutamente moderno. I lavori vennero avviati nel 1958 e conclusi nel 1960: il costo complessivo dell'intervento fu di trenta milioni. Nel 1970 la villa è stata venduta alla famiglia Neri di Livorno con tutti gli arredi originali.

## Descrizione
La villa presenta un impianto ed una volumetria estremamente articolate, offrendo soluzioni plastiche e formali di straordinaria forza e valore, decisamente inconsuete nel panorama architettonico toscano contemporaneo. Essa si compone per l'intersezione di due diversi corpi che sfruttano perfettamente il naturale dislivello del terreno: il nucleo principale ha una pianta pseudoellittica e si protende verso il mare, quello secondario, situato a monte, ha una pianta trapezoidale; i due corpi si differenziano nei paramenti (intonaco bianco il primo, muratura a bozze di granito il secondo) e negli affacci: completamente vetrato verso oriente il primo, molto più chiuso e punteggiato da luci o finestre a nastro il secondo. 
Il volume ellittico appare come sospeso, trattenuto al suolo da due tiranti - uno a mo' di ancora è intonacato e si fissa al suolo in prossimità della piscina (anch'essa a pianta ellittica), l'altro è un setto murario dal profilo diagonale in blocchi di granito - e collegato alla collina dalla massiccia muratura del corpo trapezoidale. A tale volume si accede, dalla strada interna situata verso monte, tramite un'agile passerella che enfatizza ancor più quest'immagine aerea. 
Gli elementi che maggiormente connotano questa straordinaria architettura sono il grande tetto ovoidale caratterizzato al centro da un'ampia fessura circolare e la centrale scala ellittica - attorno alla quale si distribuiscono gli ambienti - che da tale foro prende la luce e che al di sopra di esso idealmente si protende con un pilastro circolare in pietra che diviene pennone-asse di orientamento.
Ambedue i nuclei si sviluppano su tre piani fuori terra: il corpo ellittico è vuoto al piano terra, lasciando risaltare la scala a chiocciola struttura in ferro e gradini in lastre di pietra, mentre quello trapezoidale presenta dei locali per i servizi con scala rettilinea di raccordo con i piani superiori. Il primo piano è quello più ampio e più vissuto: nel corpo ellittico sono situati, nella porzione completamente vetrata, gli spazi aperti del soggiorno e della sala e, in quella più chiusa verso sud, due camere ciascuna delle quali dotata di servizio (la più grande con bagno circolare); la cucina, i servizi e l'autorimessa sono invece ricavati nel nucleo secondario, assieme ad un'altra camera con bagno per gli ospiti. Il secondo piano è pressoché interamente occupato da un ampio balcone e dal solarium e presenta una stanza interamente vetrata verso sud-est. Gli spazi interni, tutti intonacati e con infissi interni in legno ed esterni in ferro, sono caratterizzati dagli arredi di gusto esotico e dalla estrema raffinatezza di alcuni particolari; i bagni in particolari sono tutti diversi: quello padronale ha rivestimenti in ceramica bianca e soffitto in lamina d'oro; quello degli ospiti pavimenti in ceramica nera e rivestimento in foglia di sughero con raffigurazioni a china; quello detto di Maria Pia di Savoia è completamente rosa.

## Il giardino
La villa è inserita in un ampio giardino, recintato sul fronte strada da un alto muro a bozze di granito e verso monte da una semplice rete; tale giardino si articola in quattro diversi luoghi: al di sotto della piscina un giardino all'italiana; tutt'attorno alla vasca piante esotiche ed un piccolo stagno con ninfee, papiri e fiori di loto; oltre la villa vialetti con rosai su pergole e prato all'inglese ed infine, all'estremità occidentale, un boschetto di castagni e lecci. Nel giardino sono situati ben quattro pozzi, che rendono l'edificio assolutamente indipendente dall'acquedotto comunale, e numerose scultore in ceramica.
Oltre alla casa padronale sono anche presenti una dépendance ed un appartamento per il casiere, a fianco della piscina.

## Fortuna critica
L'edificio suscita un immediato interesse nella critica architettonica contemporanea che ne loda l'inserimento ambientale (Koenig, 1968) e l'ardita struttura - la casa nasce dalla collina e si proietta verso il mare, sospesa su tre punti - con isolate riserve sull'eccessiva originalità della concezione architettonica (Vagnetti, 1965). In tempi più recenti Polano sottolinea giustamente il carattere assolutamente innovativo dell'intervento che "rivela una decisa volontà di sperimentazione, nella articolazione spaziale e nelle dissonanze di linguaggi e materiali" (1991, p. 363) e Jolis (1994) ne evidenzia il dinamismo tutto futurista delle sperimentazioni spaziali.